# Geschichte Israels
Als Geschichte Israels oder Geschichte des Volkes Israel bezeichnet man die Geschichte der Israeliten und des Judentums von den Anfängen (~1500 v. Chr.) bis zur Niederlage im Bar-Kochba-Aufstand (135 n. Chr.), die ihren Verlust des Landes Israel und der Hauptstadt Jerusalem besiegelte.
Historische Rekonstruktionsversuche dieser Geschichte ziehen Texte der hebräischen Bibel und der altorientalischen Umwelt sowie Funde der Archäologie, Epigraphik, Ikonographie und Numismatik heran und unterziehen alle verfügbaren Quellen gleichermaßen einer kritischen Analyse und Bewertung.

## Vorgeschichte in Kanaan
Eine Gruppe oder ein Volk namens „Israel“ ist archäologisch erstmals auf der Merenptah-Stele (1208 v. Chr.) sicher belegt, ein Staat namens „Israel“ erstmals auf der Mescha-Stele (~950 v. Chr.). Für die biblischen Erzählungen von den Erzeltern, ihrer Zuwanderung aus dem Zweistromland, ihr Heranwachsen zu einem Volk im Alten Ägypten, ihren Exodus und ihre Eroberung des Landes Kanaan fehlen weitgehend außerbiblische Belege. Anders als das biblische Narrativ nahelegt, entstand Israel nach historischem Konsens erst in Kanaan selbst. Um diese Entstehung zu verstehen, greifen Historiker mindestens bis auf die Mittlere Bronzezeit (~2000–1150 v. Chr.) zurück.

### Mittlere und späte Bronzezeit
In der gesamten Levante wurden ab 2000 bis 1800 v. Chr. neue Städte auf den Ruinen früherer Städte gegründet, die bis um 1200 v. Chr. bestanden. Im Raum Kanaans entstanden vor allem an zentralen Verkehrswegen Stadtstaaten mit je einem Fürsten oder König, einer kleinen Oberschicht aus Priestern und Beamten und einer geschichteten Bevölkerung von Bauern im Umland, Sklaven, Lohnarbeitern, Händlern und Handwerkern. Im Bergland gehörten dazu Sichem und Jerusalem, in der Küstenebene Achsib, Aschdod, Aschkelon, Dor, in der Schefela Afek, Ekron, Lachisch und Timna, in der Jesreelebene Megiddo, im Bet-Schean-Becken Bet Scheʾan und im Ostjordanland Pella und Amman. Diese Stadtstaaten hatten keine gemeinsame Religion, wohl aber Tempel und ähnliche Götterfamilien mit meist einem Gott oder Götterpaar an der Spitze.
In der Region Kanaan rangen seit Jahrtausenden verschiedene altorientalische Großmächte um die Hegemonie, sodass sich dort kein größerer unabhängiger Staat etablieren und längere Zeit behaupten konnte. Nach der Vertreibung der Hyksos um 1550 wurde Ägyptens Neues Reich die dominierende Großmacht in Vorderasien. Um 1458 v. Chr. eroberte Thutmosis III. Kanaan und Syrien gegen eine Koalition dortiger Stadtfürsten und sicherte dieses Gebiet mit Garnisonen, etwa in Gaza, Aschkelon, Dor, Bet Scheʾan und Kumidi, gegen die Mittani in Mesopotamien. Unter dem Expansionsdruck der Hethiter und Assyrer schwand Ägyptens Einfluss in Kanaan, bis die Pharaonen Sethos I. (1290–1279 v. Chr.) und Ramses II. (1279–1213 v. Chr.) seine Vormacht wiederherstellten. Ramses III. (1183–1151 v. Chr.) konnte Angriffe der sogenannten Seevölker 1175 v. Chr. im Nildelta nur mühsam abwehren und ließ Ägyptens Garnisonen in Kanaan danach verstärken oder neu aufbauen.
Weil die Pharaonen der 18. bis 20. Dynastie den örtlichen Stadtfürsten Kanaans ihre Ämter ließen, erkannten diese Ägyptens Oberherrschaft an. Diese beschränkte sich auf Flottenhäfen, Militärstützpunkte und von ägyptischen Beamten gesteuerte königliche Güter. Bedeutsame Verwaltungsorte Ägyptens mit dessen Palästen und Tempeln in Kanaan waren Gaza, Afek, Aschkelon, Bet-Scheʾan, Gat, Gezer, Jafo, Megiddo und Lachisch. Die Stadtstaaten in Kanaan entwickelten sich unter Ägyptens Herrschaft und glichen ihre Kultur und Religion an die Ägyptens an. Sie verstanden sich nicht als zusammengehöriges Volk „Kanaan“, sondern blieben politisch relativ selbständig und kooperierten oder konkurrierten miteinander.
Wie vor allem die Amarna-Briefe an Pharao Amenophis III. im 14. Jahrhundert v. Chr. belegen, sahen Kanaans Stadtfürsten als Hauptgefahr für sich die Apiru: eine außerstädische Bevölkerungsgruppe, die damalige Texte als „Gesetzlose“ und „Räuber“ charakterisieren. Diese in Ägypten, Mesopotamien und der südlichen Levante bekannten besitzlosen, nichtsesshaften Migranten verschiedener Herkunft bildeten oft im schwer zugänglichen Bergland neue Verbände und sicherten sich durch Raubzüge, Plünderungen und Erpressungen ihren Lebensunterhalt.
Eine weitere nichtstädtische Bevölkerungsgruppe waren die in ägyptischen Texten oft erwähnten Schasu: Dies waren Halbnomaden, Hirten und Viehzüchter, die in Zelten lebten und ihre Herden je nach Jahreszeit in neue Weidegebiete trieben. Obwohl sie meist friedlich mit Kanaans Stadtbewohnern interagierten, betrachteten die Ägypter sie als potentielle Unruhestifter. Vereinzelt kam es auch zu Kämpfen zwischen Schasu und Städten. Größere Gruppen von Schasu hielten sich im 13. und 12. Jahrhundert v. Chr. im ägyptischen Nildelta auf.

### Frühe Eisenzeit
Ab etwa 1200 v. Chr. zerfiel die ägyptische Herrschaft in Kanaan zunehmend, was etwa Plünderungen durch nicht mehr regelmäßig bezahlte Söldner zeigten. Bis etwa 1000 v. Chr. verlor Ägypten seine Kontrolle über das Gebiet. Darum konnten danach in der dortigen Küstenregion Stadtstaaten der Philister und Phönizier, im südlichen Kanaan Kleinstaaten wie das Nordreich Israel, das Südreich Juda, Ammon, Moab und Edom entstehen. Die Philister siedelten sich zunächst in fünf eroberten kanaanäischen Städten der Küstenebene an (Pentapolis (Palästina)), die Phönizier nördlich davon. Später expandierten die Philister in das bergige Innenland und gründeten dort einige Militärposten. Ihre fortgeschrittene Metallverarbeitung und Militärorganisation waren der der bestehenden Bevölkerung überlegen.
Im Übergang der Bronze- zur Eisenzeit kam es in der gesamten südlichen Levante zu Umbrüchen und einem allmählichen Niedergang der Stadtkultur. In Kanaan wurden regional und zeitlich verschieden zahlreiche Städte teilweise oder ganz zerstört, während andere fortbestanden oder rasch wiederaufgebaut wurden. Zerstörungen zeigten archäologisch bestimmte Grabungsschichten, etwa in Bet El und Sichem (~1200 v. Chr.), Megiddo und Bet-Scheʾan (~1150 v. Chr.). Andere Städte wie Achshaf, Aschdod, Dor, Jokneam, Geser, Mizpa und Lachisch bewahrten die Kontinuität ihrer Kultur noch 200 bis 300 Jahre oder erlangten in der frühen Eisenzeit sogar eine neue Blütezeit. Die Niedergangs- und Zerstörungsphase in Kanaan wird auf mehrere Faktoren zurückgeführt: eine anhaltende Trockenphase mit Ernteausfällen (~1400–1100 v. Chr.), Ägyptens Machtverlust (1200–1000 v. Chr.), ein Anwachsen der Stadtbevölkerungen und der Zusammenbruch des Fernhandels, besonders des für Bronzeprodukte notwendigen Kupferhandels mit Zypern (~1100 v. Chr.). Ernte- und Lieferausfälle bewirkten einen Dominoeffekt: Rohstoffe konnten nicht mehr importiert, Luxuswaren nicht mehr hergestellt werden, der Außenhandel brach ein, die Städte konkurrierten stärker gegeneinander, Teile der Bewohner mussten aufs Land ziehen, um durch rurale Selbstversorgung zu überleben. Als Ursachen der Zerstörungswellen und Bevölkerungsumschichtung in Kanaan kommen auch verstärkte Angriffe der Seevölker oder Apiru-Gruppen und regionale Kämpfe zwischen Städten in Frage.

## Entstehung
Im Erzählduktus der Tora (1. bis 5. Buch Mose) entstand das Volk Israel durch nomadische Zuwanderer aus dem Zweistromland (Gen 12,1-3; Dtn 26,5) in einer kontinuierlichen Genealogie von Abraham über Isaak zu Jakob, der „Israel“ genannt wurde (Gen 32,29; 35,10). Dessen Nachkommen seien in Ägypten zum Volk der „Kinder Israels“ herangewachsen (Ex 1,7.9), als Ganzes abrupt von dort ausgezogen und durch die Wüste nach Kanaan gewandert, um dieses Land dann kriegerisch zu erobern und in Besitz zu nehmen. Die historische Forschung ergab ein ganz anderes Bild: Ein Volk Israel entstand in einem längeren komplexen Prozess in Kanaan selbst. Größere Wanderungsbewegungen, sei es von Aramäern aus Mesopotamien und Syrien oder Hebräern aus Ägypten, scheiden nach allen verfügbaren außerbiblischen Daten als Entstehungshintergrund Israels aus.

### Erzeltern
Die Erzelterngeschichten des 1. Buch Mose spielen nach biblischen Zeit- und Altersangaben von etwa 2100 bis 1400 v. Chr., wurden aber nach längerer mündlicher Überlieferung frühestens 800 v. Chr. schriftlich fixiert. Dies schließt weitgehend aus, dass sie historische Erinnerungen an die Bronzezeit bewahrt haben. Ähnliche Namen wie „Abraham“ bei Amoritern und in Ugarit sowie der Name einer Gruppe namens rhm auf der ägyptischen Bet-Scheʾan-Stele (um 1280 v. Chr.) können einen historischen Abraham weder beweisen noch ausschließen. Möglicherweise waren die Erzväter fiktive Personen, deren Namen zu Eponymen der Stämme gemacht wurden, die sich auf sie zurückführten. Ihre biblischen Wanderungswege sind Ergebnis der literarischen Verknüpfung von Erzählkränzen zu einer Gesamterzählung. Dabei sind die Abraham-Lot-Geschichten fast durchweg im Süden Kanaans (Beerscheba, Hebron, Mamre) lokalisiert, der Jakob-Esau-Zyklus dagegen im mittleren Kanaan und im Ostjordanland (Bet-El, Penuel, Mahanajim, Sukkot). Ob dies auf verschiedene Siedlungsgebiete von Stammesgruppen („Rahelstämme“ und „Leastämme“) verweist, ist umstritten. Jedoch lassen sich demografische Veränderungen in Kanaan nicht auf Zuwanderung von außen zurückführen, da im 2. Jahrtausend v. Chr. keine großen, kurzfristigen ethnischen Massenbewegungen belegt sind. Völkerwanderungen im Ausmaß der biblischen Erzvätergruppen suchten die Archäologen vergebens. Die später Israel genannten Stämme des Berglands in Kanaan hatten mit Aramäern genetisch und kulturell nichts zu tun. Sie bildeten sich als Konglomerat von Apiru, Schasu, anderen Halbnomaden und abgewanderten Städtern.

### Israeliten in Ägypten
Einige Stämme wanderten von Osten und Norden, andere von Südwesten nach Kanaan (Palästina) ein. Bei letzteren nimmt man an, dass Halbnomaden wegen der Weidewechsel zufällig in das fruchtbare Nildelta gelangten, dort aber gefangen wurden und als unfreie Bauarbeiter beschäftigt wurden. Es gibt aber auch ägyptische Belege für die freiwillige und von den Ägyptern geduldete Einwanderung von Nomadengruppen als Folge von Hungersnöten.
In Ägypten wuchsen nach den Erzählungen der Bibel die Israeliten zu einem Volk heran. Über den dortigen Aufenthalt in dem Land Goschen (östliches Nildelta) und den anschließenden Auszug aus Ägypten gibt es keine außerbiblische Quelle, weshalb die Historizität der Ereignisse von manchen Historikern ganz verworfen wird. Jedoch spiegeln die biblischen Erzählungen einige historische Erscheinungen des späten zweiten Jahrtausends v. Chr. recht authentisch wider.
Ein indirekter historischer Beleg für den Aufenthalt der Israeliten in Ägypten könnte die Erwähnung von Volksgruppen namens Habiru in ägyptischen Urkunden aus dem 15. bis 12. Jahrhundert sein. Einige Forscher setzen diese Habiru mit den Hibri, nämlich den Hebräern, gleich. Der Begriff Habiru stand aber vermutlich weniger für ein Volk und mehr für einen sozialen Status (etwa „die Fremden“ oder „die Anderen“) und muss nicht die Israeliten oder nicht allein diese gemeint haben. Zudem haben die Israeliten sich nicht als Hebräer bezeichnet.
Aller Wahrscheinlichkeit nach handelte es sich bei dem in der Bibel beschriebenen Pharao um Ramses II. In seine Amtszeit fielen umfangreiche Bauvorhaben, z. B. zur Errichtung von Speicherstädten, zu denen die Habiru ebenso wie das gewöhnliche Volk zwangsweise herangezogen wurden. Wegen seiner außenpolitischen Orientierung nach Asien verlegte Ramses seine Residenzen in das östliche Nildelta, also in die Nähe des biblischen Goschen.

### Exodus und Offenbarung am Berg Sinai
Gemäß Exodus 2 fand der Auszug der Israeliten aus Ägypten unter Merenptah, dem Nachfolger Ramses II. statt. Auf seiner Siegesstele von etwa 1208 v. Chr., dessen fünftem Amtsjahr, rühmt sich Merenptah, neben anderen ägyptischen Vasallen Israel besiegt zu haben. Dieses ist die erste Nennung Israels in der Geschichte; die biblischen Bücher entstanden erst in späteren Jahrhunderten. Das kriegerische Zusammentreffen von Merenptahs Heer und Israel ereignete sich in Kanaan; der biblischen Erzählung zufolge müssten sich die Israeliten zu diesem Zeitpunkt noch in Ägypten aufgehalten haben. Die Bezeichnung Israel kann hier nicht die noch ausziehende Exodusgruppe, sondern muss anderweitige Bewohner Kanaans meinen. Der Begriff Israel ist hier also kritisch zu betrachten. Einige Historiker vermuten, dass der Exodus kein einmaliges Ereignis war, sondern sich in mehreren Wellen vollzogen hat. Andere nehmen an, dass es nie eine nennenswerte Auswanderung aus Ägypten gegeben habe.
Dass der Exodus in zeitgenössischen Quellen keinen Niederschlag gefunden hat, kann bedeuten, dass der biblische Bericht bezüglich der Größe der Exodusgruppe eine volkstümliche Übertreibung darstellt. Der Auszug aus Ägypten hatte möglicherweise kaum dieselbe weltpolitische Bedeutung, wie er sie für ein kleines Volk hatte, das der Sklaverei entfloh. Zudem ist in Kanaan keine israelitische Landnahme archäologisch nachweisbar. Im Gegenteil: Die materielle Kultur blieb zu der betreffenden Zeit konstant; eine nennenswerte Einwanderung hätte sie verändert. Die meisten Archäologen vermuten deshalb, dass die meisten Nomaden, die sich zu einem Volk namens Israel zusammenschlossen, bereits seit langem in Kanaan gelebt hatten und nun durch kleine Gruppen von Rückwanderern aus Ägypten, die möglicherweise von dort JHWH als neuen Gott mitbrachten, verstärkt wurden.
Eine große Flucht, wie die Bibel sie beschreibt, scheint hingegen kaum möglich – besonders dann, wenn der Pharao davon Kenntnis hatte und sie militärisch zu verhindern versuchte. Kanaan war mindestens teilweise von Ägypten besetzt, und auf dem Weg dorthin lagen mehrere Festungen mit ägyptischen Garnisonen.
Die Marschroute, die die Israeliten nach biblischem Bericht nach Kanaan nahmen, lässt sich trotz der von der Bibel genannten Details nicht genau rekonstruieren. Die genaue Lage des Schilfmeers und des Berges Sinai sind ebenfalls ungeklärt. Auch dieses wird von einigen Historikern als Indiz dafür angeführt, dass es einen nennenswerten Auszug aus Ägypten nicht gegeben hat.
Nach dem biblischen Bericht war es Mose, der die Israeliten aus Ägypten führte. Er, dessen Existenz ebenfalls von Historikern bezweifelt wird, gilt im Judentum als der bedeutendste Prophet. Am Berg Sinai offenbarte sich den Israeliten der Gott JHWH, der sich ihnen als der Gott ihrer Vorväter vorstellt. Hier erhielten sie durch Mose die Tora (Weisung) und schlossen einen Bund mit JHWH, diese Weisung einzuhalten. Dieser Bund umfasst eine voll entwickelte soziale und moralische Botschaft, die in den Zehn Geboten zusammengefasst ist.
Der Glaube an einen einzigen Gott (Monotheismus) stellt eine Neuerung in der Religionsgeschichte dar. Er unterscheidet sich von dem monolatrischen Glauben der Patriarchen, der die Existenz anderer Götter nicht negierte. Allerdings belegen sowohl die Archäologie als auch die Bibel den Fortbestand monolatrischer Verhältnisse in Israel bis weit in die Zeit nach dem Babylonischen Exil. Auch wurden zahlreiche Gebote – etwa das Verbot von Schweinefleischgenuss – damals offensichtlich höchstens von einer Minderheit befolgt. Ob der Monotheismus etwa 1100 v. Chr. oder Jahrhunderte später entstanden ist, ist heute strittig.

### Landnahme und Ansiedlung
Das Buch Exodus erzählt, dass die Israeliten, nachdem sie sich in Ägypten angesiedelt hatten, in Sklaverei gerieten. JHWH führte durch Mose Israel in die Freiheit. Aus archäologischer Sicht ist es mehr als fragwürdig, ob die biblische Erzählung mehr als kleine Faktenkerne enthält. Viele Städte, die von den einwandernden Israeliten erobert worden sein sollen, existierten damals nicht mehr oder noch nicht. Die Erzählungen stammen offenkundig aus späterer Zeit und vermischen verschiedene Zeitebenen. Die Israeliten kehrten der biblischen Erzählung zufolge in das Land Kanaan zurück, das sie unter der Führung Josuas erobern mussten. Man bezeichnet diese Phase als „Landnahme“.
Die Präsenz israelitischer Stämme in Kanaan gilt für die Zeit seit etwa 1250 v. Chr. als bewiesen. Die Eroberung kanaanitischer Stadtstaaten durch israelitische Nomaden, die höchstens zu einem kleinen Teil aus Ägypten eingewandert sein können, erfolgte schrittweise in mehreren Jahrzehnten um 1100 v. Chr.
Der genaue Ablauf der Ansiedlung der Hebräer ist in der Forschung umstritten. Die Mehrheit der Forscher geht von einer langsamen Einwanderung von Nomaden insbesondere in den kanaanäischen Höhenlagen abseits der Städte aus und einem späteren Ausgreifen der erstarkten Stämme in das restliche Land. Näher an der Überlieferung des Alten Testaments ist die Vorstellung eines Einfalls der Hebräer in der Art eines organisierten Feldzugs. Eine weitere These postuliert, dass die Hebräer aus sozial niedrig stehenden Mitgliedern der kanaanäischen Stadtbevölkerung hervorgegangen seien, nachdem diese aus den Städten in die Berge geflüchtet seien. Archäologisch nachweisen lässt sich, dass viele der bronzezeitlichen Städte der Region bis zum Beginn des 12. Jahrhunderts untergingen und ab etwa 1200 die Zahl der kleineren Siedlungen sowie der Agrarterrassen im Bergland anwuchs. Die Zuweisung der Siedlungsaktivität zu einer Volksgruppe ist jedoch kaum möglich.

### Die Richterzeit
Die historisch einigermaßen nachweisbare Zeit beginnt mit der Richterzeit. Mit dem Wort „Richter“, hebräisch שֹׁפְטִים Schoftim (plural) werden nicht allein rechtsprechende Personen bezeichnet, sondern vielmehr Stammes- oder Clanführer, denen ebenfalls eine politisch-militärische Funktion in ihrem Handeln zu eigen war.
Diese Epoche von etwa 1250 bis 1000 v. Chr. folgte dem Einsickern und Sesshaftwerden der Nomadenstämme auf dem Kulturland Palästinas. Das Land war von strategischer Bedeutung für die altorientalischen Reiche und war Schauplatz vieler Konflikte zwischen ihnen und den Israeliten sowie kleinerer lokaler Reiche, die sich bereits in den ältesten biblischen Überlieferungen spiegeln.
Die Israeliten lebten nach biblischen Angaben etwa 200 Jahre in loser Stammesorganisation – in zwölf Stämmen entsprechend der Anzahl der Söhne Jakobs – zusammen und wurden in Kriegsfällen von kurzzeitig auftretenden Stammeshelden, den sogenannten großen Richtern, angeführt. Der Begriff Richter hatte dort damals die Bedeutung „die zu dem Recht verhelfen“. Dass diese Volkshelden auch Richter in dem rechtlichen Sinn waren, wird von den meisten Fachleuten abgelehnt. Unter der Führung der Richter wurde das Land gegen angreifende Völker verteidigt. Ein ständiges Heer gab es in dem vorstaatlichen Volk Israel nicht. In dem Fall eines Krieges war man auf die Unterstützung der Mehrheit der in Sippen und Stämmen organisierten Männer angewiesen, die sich freiwillig für die Erreichung beschränkter militärischer Ziele milizähnlich zusammenschlossen und nach dem Krieg sofort nach Hause zurückkehrten.
Die Richtererzählungen überliefern wahrscheinlich nur kleinere kriegerische Auseinandersetzungen von räumlich und zeitlich begrenzter Auswirkung. Allerdings dokumentieren sie einige grundlegende Konflikte, in die die Hebräer zu dieser Zeit verwickelt waren. Neben Kämpfen für die ansässigen Philister und Ammoniter schlagen sich auch die Raubzüge der Midianiter nieder, die im 12. und 11. Jahrhundert v. Chr. von Südosten her bis zur Jesreelebene vordrangen und dank ihrer Reitkamele den Völkern der Region überlegen waren. Der Konflikt mit den Philistern hatte einen anderen Charakter. Ausgehend von ihren Stadtstaaten schufen sie ein Netz militärischer Posten, die Aufstände unterdrückten und Abgaben der örtlichen Bevölkerung erzwangen. Bedeutend sind auch andere Aspekte der Überlieferung, etwa das erstmalige Zusammenwirken von Hebräern aus verschiedenen Siedlungsregionen in der Erzählung über Barak und das diesem gemachte Angebot zur Königserhebung. Diese Aspekte können als Ansätze einer hebräischen Reichsbildung interpretiert werden.
Trotz des später bereits auf den Auszug aus Ägypten angewendeten Stammesbegriffs dürften sich die Zwölf Stämme Israels erst während der Ansiedlung in Palästina unter jeweils benachbarten Sippen herausgebildet haben. Ebenfalls im Verlauf der Ansiedlung veränderte sich die Wirtschaftsweise der zuvor nomadischen Hebräer und richtete sich stark auf den Besitz landwirtschaftlich nutzbaren Bodens aus. Boden und Häuser durften nur innerhalb der Großfamilie den Besitzer wechseln. Die Vererbung erfolgte als Realteilung unter den Söhnen. Zudem bildeten sich erhebliche Unterschiede zwischen den Vermögensständen verschiedener Sippen heraus, abhängig von der Güte der besiedelten Fläche und von der Größe der Sippe und damit der verfügbaren Arbeitskraft zur Rodung der damals noch bewaldeten Höhenlagen und zur Landbestellung. Da wohlhabende Sippen ihre Produkte an andere Hebräer verleihen und dafür Gegenleistungen einfordern konnten, bildete sich ein System der Abhängigkeiten heraus, das bis zur Schuldknechtschaft reichte. Die religiösen Vorstellungen waren von kanaanäischen Gottheiten geprägt, aber auch der Kontakt mit dem JHWH-Kult hatte offenbar schon stattgefunden, dessen Ursprünge in der Forschung aber umstritten sind.

## Königtum
Zeittafel biblischer Ereignisse (jeweils v. Chr.)
| um 1000    | Königtum Sauls (Nordreichstämme); Eroberung Jerusalems; David = König über Juda + Israel Salomos Königtum       |
| ca. 950    | Tempelbau in Jerusalem                                                                                          |
| 926        | Tod Salomos, „Reichsteilung“ (Ende der kombinierten Herrschaft über Israel + Juda); Heiligtümer in Dan + Bethel |
| 9. Jh.     | Aramäerkriege Gründung Samarias Omriden; Revolution des Jehu gegen die Omriden                                  |
| 8. Jh.     | Blütezeit Israels                                                                                               |
| 734–732    | syrisch-efraimitischer Krieg                                                                                    |
| 722/720    | Eroberung Samarias Untergang des Nordreichs                                                                     |
| ca. 705    | Hiskijas Reform                                                                                                 |
| 701        | Belagerung Jerusalems durch Sanherib                                                                            |
| 696–642    | Manasse von Juda, neue Abhängigkeit von den Assyrern                                                            |
| ab 630 612 | Niedergang Assurs Eroberung Ninives                                                                             |
| 622        | Joschijas Kultreform                                                                                            |
| 597        | 1. Eroberung Jerusalems durch die Neubabylonier                                                                 |
| 587/586    | Zerstörung Jerusalems, Beginn des Exils                                                                         |

### Das Königreich Davids und Salomos
Um 1000 v. Chr. mussten die israelitischen Stämme sich nach dem biblischen Bericht wegen des stärker werdenden militärischen Druckes durch die Philister zu einem Königreich zusammenschließen. Die Bibel gibt mit ziemlicher Sicherheit die Jerusalemer Tradition wieder, wonach der erste König Saul war. Seine Nachfolger David und dessen Sohn Salomo begründeten demnach ein unabhängiges Großreich mit Jerusalem als Hauptstadt. Historisch gesehen dürfte die tatsächliche Bildung von nennenswerten Königreichen in Israel und Juda, die über die Größe eines Stadtstaates samt Umland hinausgehen, sehr viel später anzusetzen sein. Gerade das karge und bevölkerungsarme Judäa scheint erst besonders spät, ggf. erst ab dem 8. Jahrhundert v. Chr., einen funktionierenden zentralistisch gelenkten Staatsapparat erhalten zu haben. Das Nordreich Israel hingegen war in seinen weiten Ebenen weitaus fruchtbarer und bevölkerungsreicher und stieg alsbald zu einer lokalen Größe auf, die Interessen der benachbarten Großreiche auf sich zog. Ein einheitliches Nord-Süd-Reich, zu dem auch Jerusalem unter Führung der Davididen gehörte, hat es also vermutlich nicht gegeben.

### Die Zeit der zwei Reiche

Karte gemäß biblischer Überlieferung zur territorialen Situation der Königreiche Israel (blau) und Juda (orange) im 9. Jahrhundert v. Chr.

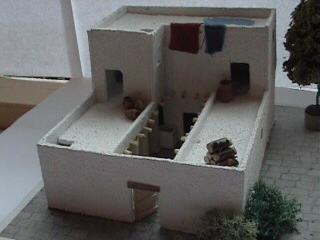
Modell eines israelischen Vierzimmerhauses mit Säulen auf beiden Seiten des mittleren „Raumes“ (Hof) und des Fußbodens, ca. 900 v. Chr. (Maßstab 1 cm = 1 m)

Die biblische Tradition berichtet nun von einer Spaltung nach Salomo in die beiden Kleinstaaten Israel und Juda – was vermutlich auch bedeutet, dass es zuvor keine Einheit gegeben hatte. Das Nordreich war in der Folge ein wirtschaftlich und politisch erstarkender Pufferstaat, der in der Zeit politischer Schwäche Ägyptens und Mesopotamiens gedeihen konnte. Erst das Erstarken der assyrischen Großmacht beendete diesen Zustand.

### Zerstörung des Nordreichs
Das Nordreich Israel wurde zwischen 722 und 721 v. Chr. von Assyrien erobert und in einen Vasallenstaat verwandelt. Ein Teil der Einwohner wurde zwangsumgesiedelt und durch deportierte Bewohner anderer Teile des assyrischen Großreichs ersetzt. Jerusalem und Juda waren noch zu unbedeutend, um das Interesse Assyriens zu wecken.

### Untergang des Südreichs
Nach der Zerschlagung des Nordreichs durch die Assyrer konnte der Staat um Jerusalem, das Südreich Juda, das von den Assyrern verschont geblieben war, erstarken. Die Könige bemühten sich in der Folge um eine Ausdehnung der Macht Judas auf die Nordgebiete und Städte des Nordens.
Die Anfänge der Kanonisierung der Thora lagen in der vorexilischen Königszeit des Reiches Juda: 2 Kön 22  berichtet von der „Auffindung“ eines „Gesetzbuchs“ im Jerusalemer Tempel, d. h. des zeitnah unter Federführung einer königstreuen, in religiösen Dingen der Staatsräson zuneigenden Partei der Priesterschaft unter Berücksichtigung existierender Traditionen zur Untermauerung von politischen und religiösen Reformen verfassten Deuteronomium, das den judäischen König Josia 621 v. Chr. zu einer jahwistischen Kultreform (Konzentration auf den Jerusalemer Tempel) und Abschaffung des Synkretismus veranlasst haben soll.
Der Monotheismus und Herrschaftsanspruch JHWHs wurden mit großer Energie durchgesetzt. Es wurde der Versuch unternommen, unter dem Tanach das gesamte Volk, auch die nichtjüdischen Stämme, die zum Teil unter den Assyrern eingewandert und deportiert worden waren, in Palästina zu einen. Beendet wurde diese Periode durch den Angriff des Neubabylonischen Reiches unter Nebukadnezar II. Unter König Jojakim wurde auch Juda zum Vasallenstaat der Babylonier. Dieser versuchte aber die Unabhängigkeit zu erlangen, indem er eine Niederlage Nebukadnezars ausnutzte. Unter seinem Bruder Zedekia, der auf Jojakims Sohn Jojachin auf dem Thron folgte, eroberte Nebukadnezar 597 und 587/586 v. Chr. Jerusalem. Nach den beiden Eroberungen wurde jeweils ein Teil der Oberschicht des jüdischen Volkes verschleppt und kam so ins Babylonische Exil.
Die unter Josias begonnene Politik setzten im Exil und danach die Deuteronomisten mit dem Deuteronomistischen Geschichtswerk fort.

### Selbstverständnis und Organisation des Königtums
Das frühe israelische Königtum war von Vorstellungen und Praktiken bestimmt, die sich ähnlich in vielen anderen antiken Reichen fanden. So war das Königtum religiös durchdrungen. Der König wurde durch die Salbung zu einem aus dem Volk gelösten, Gott näher gerückten Wesen erhoben. Zugleich bemühten sich nahezu alle hebräische Könige darum, das Königtum in ihrer Familie dynastisch werden zu lassen, was aber häufig zu Konflikten mit den Auserwählungsvorstellungen führte. Der König verfügte über einen Hofstaat und einen Harem. In Juda scheint die Königsmutter eine herausgehobene Rolle innerhalb des Hofes gespielt zu haben. Eunuchen erfüllten wichtige Dienstfunktionen auch außerhalb des Harems, etwa als königliche Boten. Hinzu kamen Beamte, wobei Ägypten und kanaanäische Stadtstaaten sowohl als Vorbild für die Organisation als auch als Personalreservoire dienten, wobei im Verlauf der Reichsentwicklung zunehmend auch Hebräer hohe Ämter einnahmen. Im davidischen und salomonischen Staat sind ägyptische und kanaanäische Amtsbezeichnungen überliefert, unter den späteren Königen vor allem kanaanäische. Wichtigster Amtsträger war der Palastvorsteher, vergleichbar mit dem ägyptischen Tjati. Neben der Organisation und Steuerung des Hoflebens griffen seine Vollmachten weit in das jeweilige Reichsgebiet aus. Schreiber, Herold sowie mehrere Ratgeber waren weitere hohe Beamte aller hebräischer Königreiche. Häufig banden die Herrscher hohe Beamte und regionale Statthalter per Verheiratung mit Königstöchter an sich.
Im Heerwesen verdrängten die Söldner rasch die Stammes- und Sippenaufgebote der Richterzeit. Dabei setzten sich die Söldnerheere sowohl aus Hebräern als auch aus Vertretern anderer Völker der näheren und auch weiteren Nachbarschaft zusammen. Aufgebote wurden nur noch in Notfällen einberufen. Oberster Offizier war der königliche Stallmeister. Die militärtechnisch entscheidende Innovation der davidisch-salomonischen Zeit war die Einführung des Streitwagens, die bei den Hebräern vergleichsweise spät in der Region stattfand. Später führte zunächst nur das Nordreich Israel diese Waffengattung weiter, während sie im Süden erst in der Spätphase vom 8. Jahrhundert an noch einmal verwendet wurden.

### Wirtschaft und Gesellschaft
Das Wirtschaftssystem der hebräischen Königreiche beruhte auf der Landwirtschaft. Angebaut wurden vor allem Getreide, Oliven und Wein. In der Viehwirtschaft dominierte die Haltung von Schafen und Ziegen. Rinderhaltung war ebenfalls bekannt. Diese Landwirtschaft brachte meist einen Überschuss hervor, der exportiert wurde, um Waren aus den Nachbarregionen beziehen zu können. Dazu sowie für weitere Handelstätigkeit waren zwei wichtige Handelsstraßen entscheidend, die durch das hebräische Gebiet verliefen und den Fruchtbaren Halbmond mit Südarabien verbanden. Anders als heute erhielt das kanaanäische Bergland als Zentrum der hebräischen Ansiedlung ausreichend Niederschlag, um großflächig Landwirtschaft ohne künstliche Bewässerung betreiben zu können.
Wichtige wirtschaftliche Akteure waren die Könige, die über beträchtliche Krongüter verfügten. Diese wurden von den durch Aufkauf oder durch die Einziehung derjenigen Gütern vermehrt, die aus verschiedenen Gründen ihre Eigentümer verloren hatten. Königsgüter konzentrierten sich um die jeweilige Hauptstadt und wurden von Beamten verwaltet. Allerdings gaben die Könige ihre Güter auch Beamten und Soldaten als Lehen zu deren persönlicher Verfügung. Wohl im davidischen Königreich bildete sich ein System aus Abgaben, Steuern und Frondiensten heraus, das auch Menschen ohne Grundbesitz erfasste. Die königlichen Güter wurden als privater Besitz angesehen, der mit einem Herrscherwechsel an den Nachfolger überging. Dies galt auch für den Tempelschatz. Im Verlauf der Königszeit scheint sich eine kleine Gruppe von Großgrundbesitzern und landverwaltenden Beamten herausgebildet zu haben, denen zahlreiche Landarbeiter ohne oder mit sehr geringem Grundbesitz gegenüber stand. Mittel zum Auf- und Ausbau des Großgrundbesitzes scheint das Verleihen von Lebensmitteln in Notzeiten gewesen zu sein, als dessen Folge die Pfändung von Land und schließlich die Schuldknechtschaft der Schuldner und ihrer Familien auftrat. Die Kleinbauern- und Landarbeiterschicht stand zudem durch Steuern und Verpflichtung zum Fron- und Kriegsdienst unter wirtschaftlichem Druck. Diese soziale Ausdifferenzierung lässt sich auch archäologisch anhand prunkvoller Wohnhäuser und Felsengräber im Gegensatz zu den Häusern und Grablegen der einfachen Bevölkerung nachweisen.
Die Rechtsprechung scheint kurz nach der Ansiedlung in Palästina die Form von immer stärker ausdifferenzierter Kasuistik angenommen zu haben. Die Auslegung und Anwendung dieser Beispielsätze fiel den ältesten Männern der jeweils bedeutendsten Familien einer Siedlung zu. Deren Laiengericht tagte häufig im Durchgang des jeweiligen Tordurchgangs in der Befestigungsmauer einer Siedlung. Sowohl Urteile als auch Schlichtungen oder auch Gottesurteile waren möglich. Zeugen nahmen eine besondere Bedeutung ein. Sie konnten parallel Teil des Richtergremiums auftreten, mussten bei Todesurteilen den ersten Stein werfen, konnten bei erwiesener Falschaussage aber der gleichen Strafe verfallen, die dem Angeklagten drohte. Die königliche Rechtsprechung stellte keine Ober- oder Berufungsinstanz für die Ortsgerichte dar, sondern befasste sich mit Themen aus dem Zusammenhang der zunehmend ausdifferenzierten Königsmacht, etwa Abgaben oder der Tätigkeit königlicher Beamter.

### Religion
In den hebräischen Königreichen verlief die religiöse Entwicklung weitgehend parallel. In ihnen waren eine Reihe von Göttern und Kulten bekannt. Das Alte Testament als Hauptquelle muss in diesem Zusammenhang besonders kritisch behandelt werden, da es die Geschehnisse aus der Perspektive des letztlich durchgesetzten JHWH-Kultes beschreibt und damit die übrigen Kulte negativ bewertet. Dabei scheinen entsprechend der vorherrschenden Bevölkerungsgruppen kanaanäische Kulte und der JHWH-Kult die bedeutendsten gewesen zu sein, phasenweise auch in einem Synkretismus verschmolzen. Das Konzept der JHWH-Verehrung als eng an das Königtum gebundenen Kult scheint erstmals in der davidisch-salomonischen Epoche ausformuliert worden zu sein und danach trotz phasenweiser Öffnung der Herrscher für andere Glaubensformen immer präsent geblieben zu sein. In diese Verbindung und Verstetigung von Königtum und JHWH-Kult fügt sich wohl auch die Errichtung des Jerusalemer Tempels ein, wohl als Umbau einer älteren jebusitischen Kultstätte, der gezielt als eine Art Nationalheiligtum der Hebräer in der Residenzstadt zumindest des Südreiches ausgebaut wurde. Das Nordreich besaß Bethel und Dan, später auch Samaria als zentrale Reichsheiligtümer. Sowohl in diesen zentralen Heiligtümern als auch an lokalen Kultstätten wurden mehrere Götter verehrt und altorientalisch verbreitete Praktiken wie Schlachtopfer, kultische Trunkenheit, Brandopfer (auch von Menschen), Tempelprostitution und Totenbefragung ausgeführt, was im Alten Testament durch die Ablehnung einiger dieser Handlungen nicht nur in der Theorie, sondern in der ausgeübten Praxis dokumentiert.
Zu einer strikten Durchsetzung des JHWH-Kultes kam es erst nach dem Untergang des Nordreiches. Im verbliebenen Reich Juda begann König Joschija im späten 7. Jh. v. Chr., möglicherweise beeinflusst von Mitglieder der geflohenen nördlichen Oberschicht, mit der Vernichtung der kanaanäischen Kulte und ihrer Heiligtümer, aber auch vieler hebräischer Kultstätten außerhalb des Tempels in Jerusalem. Bereits zuvor waren Priester zu Staatsbeamten gemacht und damit einer stärkeren Kontrolle durch den Königshof unterworfen worden. Möglicherweise als Reaktion darauf traten zunehmend Propheten auf, die für sich persönlich eine göttliche Inspiration beanspruchten. Allerdings lassen sich ähnliche Prozesse auch in anderen altorientalischen Reichen im 9. bis 7. Jahrhundert beobachten. Die hebräischen Propheten traten meist für eine weitergehende Beseitigung kanaanäischer und sonstiger als nicht althergebracht angesehener Praktiken ein, auch als unter den Nachfolgern Joschijas, kurz vor dem Untergang Judas, der Druck des Königtums auf diese Kulte nachließ.

## Babylonisches Exil

Ungefähre Ausdehnung des Neubabylonischen Reiches im 6. Jahrhundert v. Chr. und die angrenzenden Herrschaftsgebiete; siehe auch 1. Eroberung von Jerusalem (597 v. Chr.) und 2. Eroberung von Jerusalem (587/586 v. Chr.)

Zeittafel wichtiger Ereignisse (jeweils v. Chr.)
| 539           | Eroberung Babylons durch die Perser unter Kyros          |
| 538           | Kyrosedikt erlaubt Rückkehr der Deportierten             |
| 520           | Beginn des Tempelneubaus                                 |
| 515           | Einweihung des 2. Tempels                                |
| 458           | Mission des Esra                                         |
| 445–433       | Mission des Nehemia                                      |
| 333–322       | Alexander der Große, danach: Diadochenherrschaft         |
| 301–200       | Ptolemäerherrschaft über Palästina                       |
| 198–141 / 129 | Seleukidenherrschaft über Palästina                      |
| 167–164       | Makkabäeraufstand: Entweihung des Tempels; Chanukka-Fest |
| 64            | Beginn der Römerherrschaft in Syrien / Palästina         |

Im babylonischen Exil, es begann 597 v. Chr. mit der Eroberung Jerusalems und des Königreiches Juda durch den babylonischen König Nebukadnezar II. und dauerte bis zur Eroberung Babylons 539 v. Chr. durch den Perserkönig Kyros II., konnten die Juden ihre nationale und religiöse Identität trotz des babylonischen Kulturdrucks bewahren. So wurde das babylonische Exil, trotz der initialen, gewaltsamen Vertreibung und Umsiedlung, zu einer der fruchtbarsten Zeiten der jüdischen Theologie. Mit dem Fehlen des heimatlichen Tempels von Jerusalem endete die Fixierung der Juden auf den Tempel als alleinigen Ort des Gebets, und es entstanden die ersten Synagogen.

## Perserzeit
Kyros II. eroberte 539 v. Chr. Babylon und beendete damit das neubabylonische Reich. Er ordnete 538 v. Chr. den Wiederaufbau des Tempels und die Rückgabe der geraubten Tempelgeräte an, aber – entgegen Esr 1,2ff  – noch nicht die Rückkehr der Exilierten (Esr 5,14ff ; Esr 6,3ff ). Seine Nachfolger, die Achämeniden, behielten seine tolerante Religionspolitik bei.
Nachdem Darius I. einem Teil der Judäer in Babylon die Rückkehr erlaubt hatte und diese unter dem Davididen Serubbabel und dem Hohenpriester Josua in Jerusalem eingetroffen waren, wurde der Tempel 520 bis 515 v. Chr. neugebaut (Esr 5,1 ). Die Propheten Haggai und Sacharja förderten daraufhin messianische Hoffnungen auf das baldige Ende der persischen Fremdherrschaft und weltweite Anerkennung JHWHs ausgehend vom neuen Tempelkult. Dabei sah Haggai nur die Rückkehrer als zum Tempelbau beauftragte Gottesgemeinde an, was die in Palästina gebliebenen Juden ausschloss. Die Samaritaner hielten dagegen neben dem Tempel an ihrem Heiligtum (Höhenheiligtum) auf dem Garizim fest. Aus diesem Konflikt entwickelte sich ab 450 v. Chr. unter Esra und Nehemia die endgültige Kanonisierung der Tora als alleingültiges Gottesgesetz, die die Spaltung von Judäern und Samaritanern verfestigte.

## Hellenistische Zeit
Als Alexander der Große ab 334 v. Chr. Kleinasien eroberte, wurde auch Palästina Teil seines Großreichs. Damit einher ging die Verbreitung von griechischer Bildung und Kultur – des Hellenismus – im ganzen Orient und Mittelmeerraum. Dieser prägte zunehmend auch das Judentum, besonders in der nun wachsenden Diaspora.
In den Diadochenkriegen fiel Palästina an Ptolemaios I. Judäa blieb von 301 bis 198 v. Chr. unter den Ptolemäern relativ autonome Provinz. Viele Juden wanderten als Händler nach Ägypten und übernahmen dort die hellenistische Kultur, wie etwa die Zenon-Papyri zeigen.

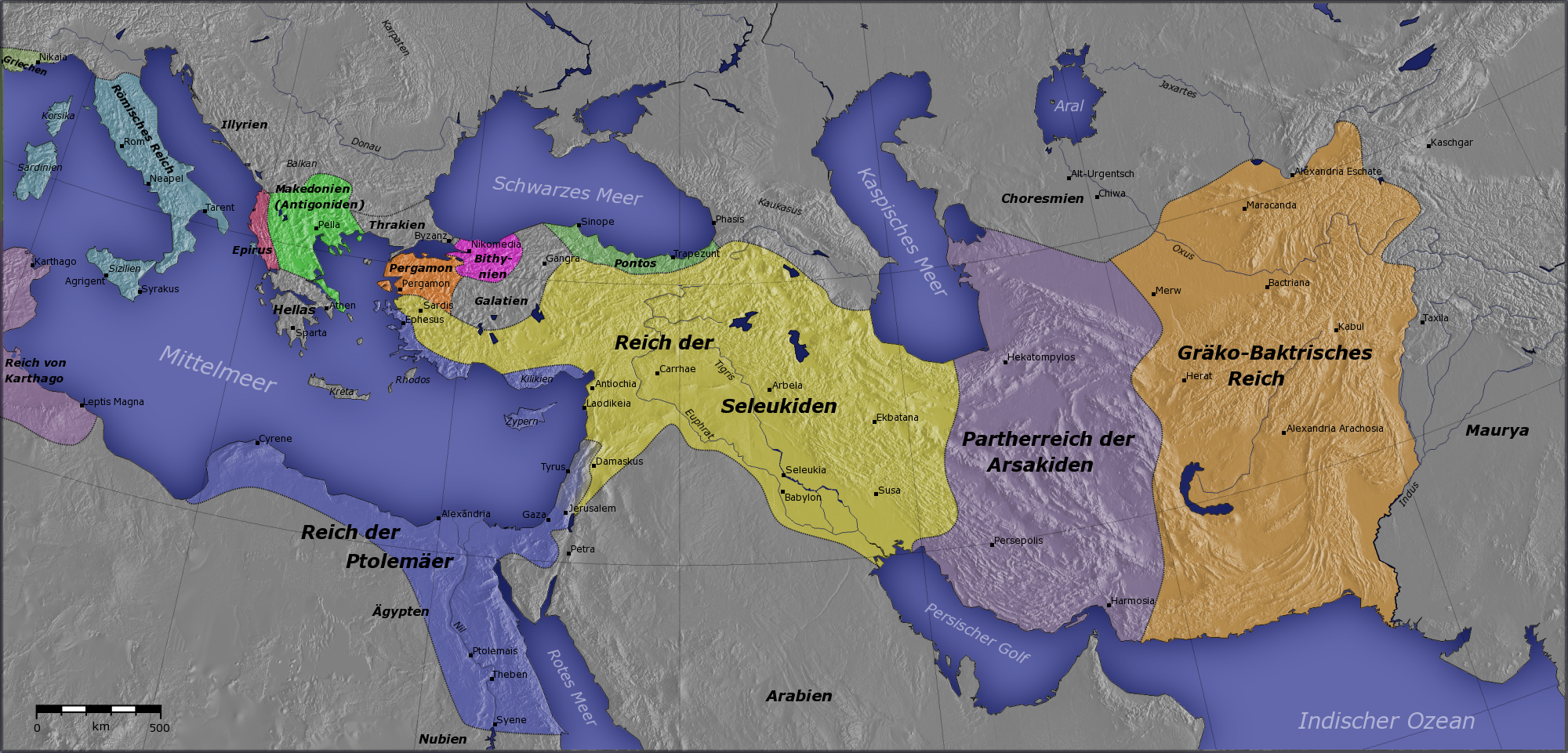
Die hellenistische Staatenwelt am Ende des Reichs Alexanders des Großen und der Kriege der Diadochen (Chronologie der Diadochenkriege)

198 v. Chr. eroberte der Seleukide Antiochos III. Palästina. Er ließ Jerusalem religiöse Autonomie auf der Basis der Tora. Während die Priesterschicht sich der herrschenden Kultur anpasste, führte die Hellenisierung zu wachsenden Spannungen zwischen Juden und zugewanderten Bevölkerungsgruppen in Judäa (vgl. Jesus Sirach 50,25f).

Das Seleukidenreich um 200 v. Chr. während der Herrschaft von Antiochos III. (hellblau) und die erweiterten Grenzen seiner Einflusszone vor dem Konflikt mit der Römischen Republik (dunkelblau), siehe auch Fünfter Syrischer Krieg (202–195 v. Chr.) und Zweiter Makedonisch-Römischer Krieg (200–197 v. Chr.)

Mit dem Hellenismus trat das Judentum in das Bewusstsein der Oberschichten Griechenlands, Ägyptens und Roms ein. Besonders in Alexandria kam es zur kulturellen und religiösen Begegnung. Es bildete sich ein hellenistisches Judentum, das jüdische und griechische Traditionen miteinander in Einklang zu bringen versuchte. Wichtigstes Projekt dazu war die griechische Bibelübersetzung der Septuaginta, die um 250 v. Chr. begonnen wurde. Während der griechische Polytheismus in Judäa überwiegend abgelehnt wurde, fand die hellenistische Kultur und Philosophie im jüdischen Bürgertum besonders der Diaspora wohlwollende Aufnahme (Philo). Seit dem 2. Jahrhundert v. Chr. zeigte sich in Alexandria jedoch eine zunehmend aggressive antijüdische Haltung (Strabo): Hier fand eine antike Judenfeindschaft ersten literarischen Niederschlag.

### Der Aufstand der Makkabäer und die Einsetzung der Hasmonäer
Der Hohepriester Jason erlaubte 175 v. Chr. den Bau eines griechischen Gymnasiums als Bildungszentrum und sogar den heidnischen Herrscherkult des Agon in Jerusalem. Dennoch stürzte ihn der noch radikalere, vom reichen Bürgertum gestützte Hellenist Menelaos 172 v. Chr. Dies löste einen Bürgerkrieg zwischen den Anhängern beider Richtungen aus, in den schließlich Antiochos IV. Epiphanes zugunsten des Menelaos eingriff. Damit provozierte er die Landbevölkerung, die ihre monotheistische Religion und Existenz in Gefahr sah. Als Antiochos 167 v. Chr. ein Dekret erließ, das ein regelmäßiges Opfer für den Herrscher vorsah und den Jerusalemer Tempel dem Zeus weihte, kam es zum offenen Aufstand gegen die seleukidische Herrschaft in Israel unter Führung der Makkabäer.
Judas Makkabäus gelang es 164 nach dem überraschenden Tod des Antiochos, die seleukidische Armee aus Judäa zu vertreiben und die Tora als theokratische Verfassung wiederherzustellen. Doch er ließ Menelaos mit Rücksicht auf die gegnerische jüdische Partei im Hohepriesteramt. Erst 161 besiegte er den Feldherrn Nikanor und gewann damit Judäas volle Autonomie zurück. Mit einem Vertrag sicherte er sich den Beistand der Römer gegen die Seleukiden, die nun wieder Thronfolgekämpfe austrugen.
Mit der Einsetzung Jonatans zum Hohenpriester am Tempel in Jerusalem wurde seine politische und militärische Führungsrolle allgemein anerkannt. Jonatans Bruder Simon begründete zwanzig Jahre später die Dynastie der Hasmonäer. Er erreichte 142 mit geschickter Pendeldiplomatie, dass die Seleukiden Judäas Unabhängigkeit offiziell anerkannten. 141 beschloss eine große Versammlung des Volkes (1 Makk 14,27-49 ), die sakrale, zivile und militärische Führung Judäas an Simon in einem Fürsten- und Priesteramt zu vereinen. Sein Sohn Johannes Hyrkanus (134–104 v. Chr.) trat seine Nachfolge an und erreichte den größten Machtzuwachs der Hasmonäer, als der Seleukide Antiochos VII. 129 gegen die Parther unterlag und starb. Er sorgte für die Zwangsjudaisierung der Idumäer, um sein Herrschaftsgebiet religiös zu vereinen.

## Römerzeit

### Pompejus und Caesar

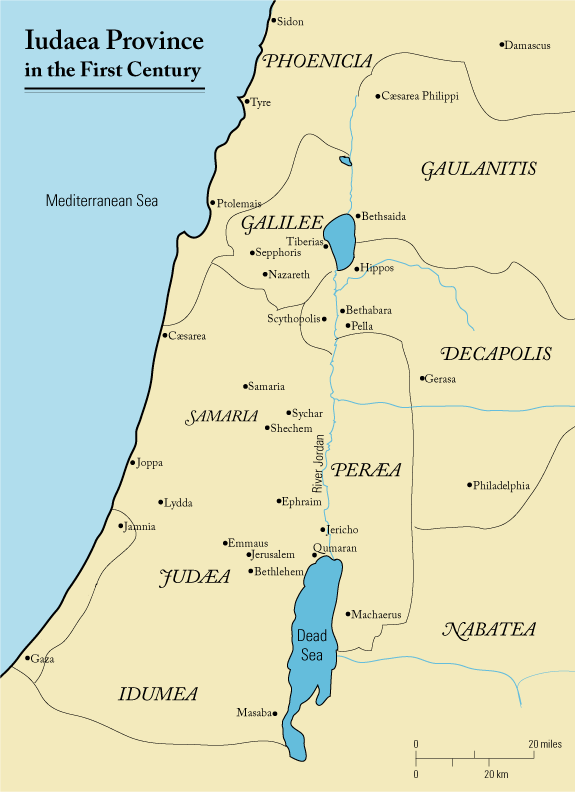
Karte der Provinz Iudaea aus dem 1. Jahrhundert.

Im Jahr 66 v. Chr. eroberte Gnaeus Pompeius Magnus Kleinasien für das expandierende Römische Reich. 65 beendete er die Seleukidenherrschaft in Syrien, 63 die der Hasmonäer in Jerusalem. Aristobul und seine Söhne führte er gefangen nach Rom. Aber er ließ den Priester Johannes Hyrkanos II. im Amt und erlaubte ihm religiöse Autonomie über Judäa, Idumäa, Galiläa und Peräa, jedoch ohne die hellenistischen Städte des Ostjordanlandes (Dekapolis) und Samaria.
Palästina und Syrien wurden zur römischen Provinz Syria vereint und dem Statthalter Scaurus unterstellt. Dessen Nachfolger Gabinius schlug einen Aufstand der Anhänger der Hasmonäer nieder, zerstörte deren Festungen und stärkte die Rechte des Hohenpriesters als Oberhaupt des Sanhedrins, dem die religiöse und teils auch weltliche Rechtsprechung oblag.
In der Folgezeit rivalisierten die jüdischen Parteien im Machtkampf zwischen Julius Caesar mit Pompeius mit wechselnden Allianzen. Caesar entließ Aristobul aus der römischen Gefangenschaft, um Pompeius in Syria zu schwächen. Doch als dessen Anhänger Aristobul vergiftet und seinen Sohn enthauptet hatten, wechselten der Priester Hyrkan und der Idumäer Antipatros auf Caesars Seite und halfen ihm, Pompeius in Alexandria zu besiegen. Dafür belohnte er Hyrkan mit dem erblichen Amt des Hohenpriesters und machte Antipatros zum Herrscher Judäas. Die Hafenstadt Joppe (heute ein Stadtteil von Tel-Aviv) fiel an Judäa, und Jerusalem durfte neu befestigt werden. Der Tempel behielt seine eigene Gerichtshoheit über Judäa, Idumäa, Peräa und Galiläa.
Antipatros wurde 43 v. Chr. vergiftet; Nachfolger wurde sein Sohn Herodes der Große, der bereits seit 47 v. Chr. Statthalter von Galiläa war. Als 40 v. Chr. Antigonos und die Parther in Judäa einfielen, floh Herodes nach Rom. Dort wurde er unter dem sogenannten zweiten Triumvirat, bestehend aus Octavian, Marcus Antonius und Marcus Aemilius Lepidus, zum König von Jerusalem ernannt. Von 39 v. Chr. bis 37 v. Chr. führte Herodes Krieg gegen Antigonos. Nach der Eroberung von Jerusalem und dem Sieg über Antigonos wurde dieser auf Befehl von Marcus Antonius hingerichtet.
Im Konflikt zwischen den Triumvirn entschied sich Herodes rechtzeitig gegen seinen Gönner Antonius und für Octavian, den späteren Kaiser Augustus. Augustus bestätigte ihn 30 v. Chr. deshalb auf Rhodos als König und gab ihm weitere Gebiete zu seinem Herrschaftsbereich hinzu. Zur Feier 27 v. Chr. fanden große Festspiele in Jerusalem statt, wo Herodes ein Theater und ein Amphitheater errichten ließ. Herodes ließ sich 23 v. Chr. in Jerusalem einen Königspalast errichten sowie die Residenz »Herodeion« in Judäa. Vom römischen Kaiser bekam er die Landschaften Trachonitis, Batanäa und Auranitis zu seinem Herrschaftsgebiet hinzu. Um 20 v. Chr. begann der prächtige Um- und Ausbau des zweiten Israelitischen Tempels, der daraufhin den Namen herodianischer Tempel erhielt. Zwei Jahre darauf reiste Herodes zum zweiten Mal nach Rom.
Die letzten Jahre des Herodes waren durch wechselvollen Familienzwist um die Nachfolge geprägt. Die älteren Söhne wurden wegen Hochverrats verurteilt und hingerichtet. Bereits von schwerer Krankheit gezeichnet, bestimmte Herodes nun seinen Sohn Herodes Antipas aus vierter Ehe zu seinem Thronfolger, änderte sein Testament dann aber noch einmal zugunsten einer Teilung zwischen drei Söhnen. Im Jahr 4 v. Chr. starb Herodes. Da Augustus dieses Testament nicht bestätigte, bekam keiner seiner Söhne den Königstitel; sie erhielten allerdings die ihnen zugedachten Gebiete.

### Die jüdischen Aufstände
Ein im Jahr 66 n. Chr. begonnener Aufstand gegen das römische Reich weitete sich zum Jüdischen Krieg aus, der von Flavius Josephus in seinem Werk De bello Judaico beschrieben wird. Bei der Zerstörung Jerusalems im Jahr 70 wurde auch der herodianische Tempel zerstört, was auf dem Titusbogen in Rom dargestellt wird. Juden konnten weiter in ihrem Land leben, bis der Bar-Kochba-Aufstand auf Befehl von Kaiser Hadrian beendet wurde, wobei der größte Teil der Bevölkerung ums Leben kam oder versklavt wurde.

## Forschungsdebatte
Die Erforschung der Geschichte Israels ist von vielen Kontroversen geprägt. Meist ist deren Kern die Bewertung und Nutzung der biblischen Quellen. Diese bieten einen umfangreichen Textkorpus, sind aber wegen ihrer unklaren Entstehungsgeschichte und ihrer Parteilichkeit als Folge ihrer Funktion als heilige Schrift umstritten. Außerbiblische Quellen und eindeutige archäologische Befunde zu den hebräischen Gebieten sind nur begrenzt und kaum für die Zeit vor 900 v. Chr. vorhanden, so dass Einordnung und Abgleich der biblischen Quellen nur schwer möglich sind. Auch ist die Datierung und Interpretation archäologischer Funde höchst umstritten und kann selten eindeutig auf biblische oder außerbiblische Überlieferungen bezogen werden. In diesem problematischen Zusammenhang lehnt die Strömung der Minimalisten das Alte Testament als Quelle vollständig ab. Die Gegenposition der Maximalisten, die das Alte Testament als weitgehend zutreffende Geschichtsdarstellung versteht, ist heute kaum noch vorhanden und eher für die ältere Forschung prägend. Allerdings gibt es auch heute eine Reihe von Historikern, die biblische Quellen bei angemessener Quellenkritik als nutzbar betrachten.